# Marie Dihau al piano
Marie Dihau al piano (Mademoiselle Dihau au piano) è un dipinto del pittore francese Edgar Degas, realizzato tra il 1869 e il 1872 e conservato al museo d'Orsay di Parigi.

## Descrizione
Marie Dihau, cantante di successo tra il 1870 e il 1880 e in seguito insegnante di pianoforte, era assai apprezzata da Degas, il quale ebbe modo di conoscerla in occasione dei concerti del Colonne e Lamoureux. Fu proprio presso la dimora della Dihau che Degas fece conoscenza di Henri de Toulouse-Lautrec, altro pittore destinato a divenire uno degli interpreti più sensibili del Post-Impressionismo e autore anch'egli di un ritratto della musicista. La Dihau senz'altro apprezzò il dipinto che Degas le eseguì tra il 1869 e il 1872, al punto che - nonostante il tracollo finanziario sofferto durante la vecchiaia - preferì sopravvivere con una rendita garantita dalla madre di Lautrec piuttosto che separarsi dall'opera. Acquisito nel 1923 dal museo del Louvre, il dipinto trovò la sua collocazione definitiva nel 1986, quando fu trasferito al museo d'Orsay, dov'è tuttora esposto con il numero d'inventario RF 2416.
Nel dipinto Marie Dihau è colta con le mani appoggiate sulla tastiera del pianoforte: evidentemente stava eseguendo un accordo. La donna, tuttavia, non è affatto concentrata sullo spartito che ha davanti: ella, infatti, ha interrotto per un attimo la sua sessione musicale e sta rivolgendo allo spettatore uno sguardo intenso e penetrante. Il quadro, ben lungi dall'essere animato da intenzioni ieratiche o celebrative, dichiara apertamente l'influenza della ritrattistica di Vermeer, dalla quale Degas prende ispirazione per il carattere intimo ma al contempo realistico del presente dipinto.